# ОШ „Милан Ракић” Ниш
Основна школа Милан Ракић налази се у насељу Медошевац, Ниш, и основана је 1929. године.

## О школи

### Истурено одељење
Има једно издвојено oсморазредно одељење у центру села Поповца које је удаљено шест километара од Ниша. Школа је основана 1929. године. Дан школе се прославља 9. маја, што је дан победе над фашизмом. Школа се налази у улици Димитрија Туцовића 50.

### Историја
Због недостатка простора и учионица, на иницијативу школе, Скупштина града Ниша донела је одлуку о изградњи још једне школске зграде, фискултурне сале и тоалета. Подигнута су четири посебна објекта која су 1966. године дата на употребу.
Економска криза с краја деведесетих година одразила се на рад школе. Услови рада били су веома лоши. Школа је 1993. године добила Црну плакету за уређење. Материјална средства која је школа добијала од локалне заједнице била су илузорна. Ипак, залагањем тадашњег директора школе Јелена Николића услови рада су се побољшали. Уведено је централно грејање, дограђене су нове учионице и помоћне просторије, започета је изградња нове школе у Поповцу 1996. године и изграђен нови објекат у Медошевцу 2001. године.
Школа се налази у близини војног аеродрома, па је у току рата 1999. године знатно оштећна. Због оштећења стари монтажни објекат није могао да се користи, па је настава у школској 1999/2000. и 2000/01. години, због мањег броја учионица, организована у три смене.

## Информације
Швајцарска влада финансирала је изградњу новог школског објекта у Медошевцу са шест учионица. Објекат је изграћен од најсавременијих материјала у две етаже, приземље и спрат. 
Био је то период успона школе.
Основна школа Милан Ракић у Медошевцу припада општини Црвени Крст у Нишу. 
Како су услови рада у приватној згради били веома тешки, на иницијативу тадашњег учитеља Владе Веселиновића решено је да се отпочне са изградњом школске зграде.  

## Школске секције
У школи су заступљене следeће секције: драмска секција, рецитаторска, ликовна, музичка, математичка, географска, саобраћајна, новинарска, одбојкашка, фудбалска.
Школа данас располаже савременим наставним средствима, дигиталним учионицама, специјализованим учионицама за наставу биологије, историје, ликовног васпитања, музичке културе, као и салом за физичко васпитање која, додуше, има мање димензије од оних које су прописане нормативима.
Ученици драмске у музичке секције припремају програме за прославу Дана школе, за Дечју недељу, у сарадњи са Саветом грађана Медошевца реализују заједничку приредбу итд.
Ученици ликовне секције учествовали су на конкурсу Вода вода ЈКП Naissus. Сем тога ученици радове шаљу и на конкурс  Железница очима детета, 150 година од рођења Николе Тесле , међународне конкурсе и др.
На математичкој секцији ученици се припремају за такмичења у организацији Министарства просвете и спорта и Архимедеса (такмичење  Мислиша ). 

## Школски пројекти и акције
Школа је учествовала у пројекту  Децентрализација - модел школа у Републици Србији . Пројекат школе везан за децентрализацију школе носио је назив Огледало школе и првенствено се односио на процес оцењивања и самооцењивања ученика. Пројектом је била обухваћена и сарадња школе са локалном заједницом, првенствено са општином Црвени крст, презентација људи и места тог краја и рад школе на међународном конкурсу из области информатике.
Да би се процес оцењивања приближио ученицима и свео у што реалније оквире, након утврђивања постојећег стања у овој области, радило се на увођењу демократизације процеса оцењивања. У складу са овим циљем ученици су бити у позицији да оцењују друге ученике и да вреднују своје знање и способности.
Пројекат је предвиђао и обуку наставника у области унапређеивања васпитно-образовне праксе и демократиских односа у школи.
У школи се сваке године обележава Дечја недеља у првој недељи октобра. Ова манифестација организује се од 1997. године. У оквиру Дечје недеље организују се акције: Друг-другу (средства прикупљена у овој акцији намењена су деци без родитеља дома Душан Радовић  у Нишу и ученицима чије су школе на рубу опстанка); продајна изложба колача (прикупљена средства ученици користе за потребе одељења); Изложба цвећа и др.
За новогодишње празнике органиује се дружење ученика са Деда Мразом, продају се честитке и украси које су направили ученици и њихови наставници. 
Пред ускршње празнике у школи се организује продајна изложба ускршњих јаја, бира се најлепше уређен штанд, најлепша ученица у народној ношњи, најтврђе јаје и деле се награде најбољима. 

## Такмичења
Сваке школске године организује се такмичење Мислиша за ученике од 3. до 8. разреда, такмичење у рецитовању децимала броја пи, као и такмичење у слагању танграма.
Школа је учествовала у акцији прикупљања пластичних флаша Како да и ја будем користан које су организовале невладине организације Протекта , Копи и ЈКП Медијана . Школа је добила као награду четири суда за разврставање отпада.